# كارلو بانديرولا
كارلو بانديرولا (بالإيطالية: Carlo Bandirola)‏ كان متسابق دراجات نارية إيطالي. نافس في سباقات بطولة العالم لفئة 500 سي سي.

## روابط خارجية
- كارلو بانديرولا على موقع MotoGP.com (الإنجليزية)